# Starý Bydžov
Starý Bydžov – gmina w Czechach, w powiecie Hradec Králové, w kraju hradeckim. Według danych z dnia 1 stycznia 2014 liczyła 386 mieszkańców.